# 防彈背心

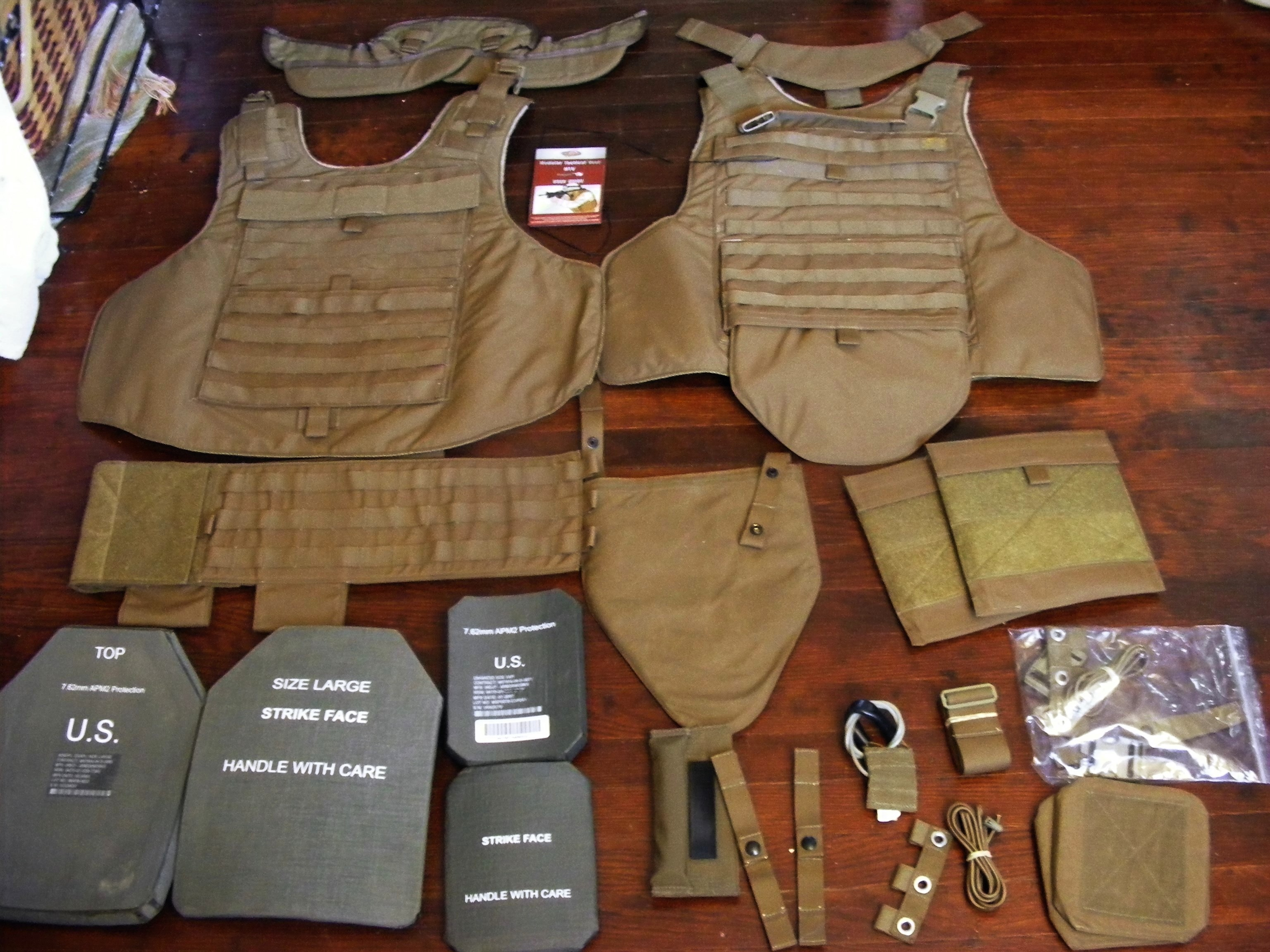
美國海軍陸戰隊使用的模組化戰術背心(MTV)全套包含ESAPI IV級防彈陶瓷插板。

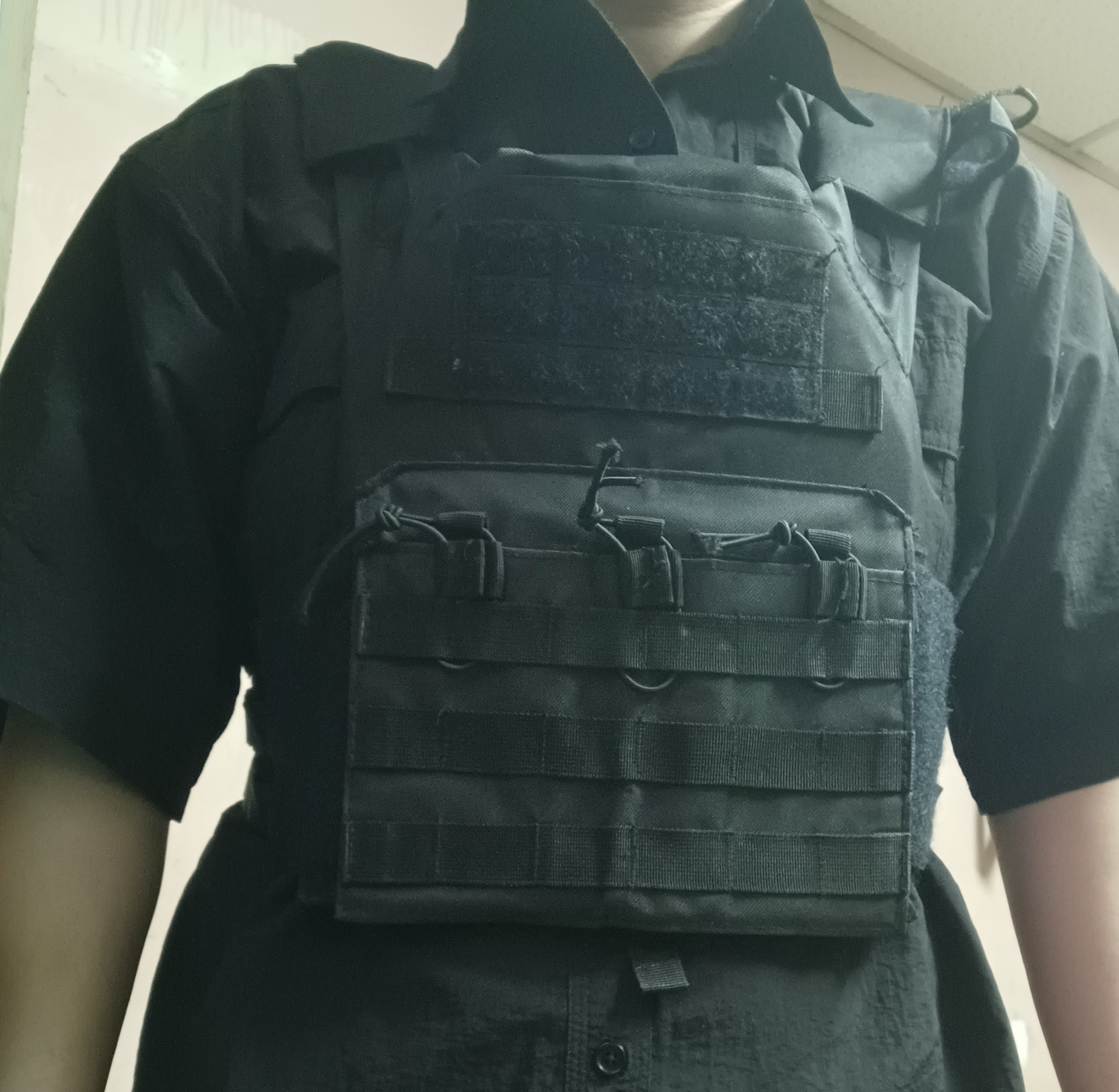
穿著可跳傘攜板背心的成年男性

防彈衣，又稱防彈護甲、防彈背心，而在香港、澳門和廣東則稱之為避彈衣。

## 功用
與古代盔甲相似，都是用作防禦武器的攻擊。
防彈衣是用來吸收槍枝發射的子彈或破片的衝擊力量的個人身體護具，不同種類有不同的運行原理，分為全軟質及加強/复合式。
防彈衣也會搭載模塊化系統，稱為模組化防彈衣，可掛載彈匣、通訊設備等物品。

## 防弹原理
1970年代初後使用的如金屬、陶瓷、高性能複合材料板等硬質材料防彈衣，其防彈機理主要是在受彈擊時材料發生破碎、裂紋、衝塞以及多層復合板出現分層等現象，從而吸收射擊彈大量的衝擊能。當材料的硬度超過射擊物的衝擊能時，即可發生射擊彈彈回現象而不貫穿。
若防弹衣采用高性能纤维如尼龍、芳香聚酰胺（例如著名的凱芙拉和特威龍）或者 超高分子量聚乙烯（例如大力馬和光譜盾）等软质材料时，其防弹机理主要是子弹对纤维进行拉伸和剪切，同时，纤维将冲击能向冲击点以外的区域进行传播，子弹初速被吸收掉而将破片或弹头裹在防弹层里。
试验表明，软质防弹衣有5种吸收能量的方式：
1. 纖維的拉伸變形：是指子彈入射方向的變形和入射點臨近區域的拉伸變形；
2. 纖維的毁坏：包括纤维的原纤化、纤维的断裂、纱线结构的结体以及织物结构的解体；
3. 熱能：子彈的能量通過摩擦以熱能方式散發；
4. 声能：子弹撞击防弹层后发出的声音所消耗的能量；
5. 弹体的形变。

應當指出的是，軟式防彈背心無法阻止具有足夠初速或較重的直射彈頭侵入人體，因此有必要附加堅硬金屬或陶瓷，即軟、硬質材料結合，將兩種護層集成在一起，才能起到對人體的保護作用從而達到防彈的目的。這種復合式防彈衣的防彈機理是這樣的：當子彈擊中防彈衣時，首先與防彈衣中第一道防線的防彈鋼板或增強陶瓷板或復合板接觸，在這接觸的瞬間，子彈和硬質防彈材料都可能龜裂，於是消耗了子彈大部分能量。而軟質防彈材料作為第二道防線，吸收並擴散子彈剩餘部分的能量，並達到緩衝作用，從而阻止並降低了貫穿性損傷。陶瓷插板會在後方加上一層防彈纖維以避免陶瓷塊破碎產生的碎片對人體造成傷害，而這也更適合使用於攜板背心這類本身沒有軟式防彈內襯的背心，金屬插板因具有延展性不易產生碎片則多沒有這層。
由於手榴彈、炸彈爆炸時產生的破片和彈片形狀不規則，邊緣鋒利、體積小、質量輕，在擊中防彈材料後特別是軟质防彈材料後不變形，且量大密集，這時爆裂物攻擊防彈織物的纖維並使其斷裂；破片也使織物內部纖維之間和織物不同層面之間相互作用，造成多層緊密纖維整體形變，在破片破壞防彈衣時，就消耗了自身的能量。同時，破片也有一小部分能量通過摩擦轉化為熱能，通過撞擊轉化為聲能。於是防彈衣就阻止了手榴彈和炸彈的破片對胸腹部乃至頸部（高領防彈衣）的傷害。

## 種類
- 全軟質防彈衣
  - 由許多層緊密編織的芳香聚酰胺或者超高分子聚乙烯所製成，能抵擋手槍、霰彈槍的子彈或來自手榴彈等爆裂物的破片攻擊，以及较远距离的自动步枪攻击
  - 使用者可靈活活動，輕便又舒適
- 加強/複合防彈衣
  - 加上了金屬或陶瓷(常見材料為氧化鋁、碳化矽及碳化硼)護層
  - 能夠抵擋步槍子彈的近距离射擊，但容易龟裂
  - 能抵擋比手槍等更強大的武器

通常執法人員或保安人員等會使用全軟質防彈衣，而戰場上的士兵或需近距離面對武器攻擊的特種警察，則較常使用加強／複合防彈衣。21世紀後流行可附載防彈板的攜板背心（Plate Carrier），背心上通常附有MOLLE附件安裝平台，讓穿著者可透過攜板背心攜帶備用彈匣、急救套件、通訊器材等裝備。

## 等級
關於防彈衣（及防彈插板）的防護能力有多種衡量尺度，但最通用一種衡量尺度為美國的NIJ標準，其按防護能力的高低分為五級:
- NIJ I：可抵擋初速320m/s左右及彈頭重2.6克的.22 LR 圓頭全鉛彈(LRN)，或者初速312m/s左右及彈頭重6.2克的.38 ACP 圓頭全銅被甲彈(FMJ RN)[2]。(0101.04舊標準，在0101.06已被刪除)
- NIJ IIA：全新狀態可抵擋初速373±9.1m/s及彈頭重8克的9×19毫米帕拉貝魯 圓頭全銅被甲彈(FMJ RN)，以及初速352±9.1m/s彈頭重11.7克的.40 S&W 全銅被甲彈(FMJ)。
- NIJ II：全新狀態可抵擋初速398±9.1m/s及彈頭重8克的9×19毫米帕拉貝魯 全銅被甲彈(FMJ)，以及初速436±9.1m/s及彈頭重10.2克的.357麥格農 軟尖彈(JSP)。
- NIJ IIIA：全新狀態可抵擋初速448±9.1m/s及彈頭重8.1克的.357 SIG 平頭全銅被甲彈(FMJ FN)，以及初速436±9.1m/s及彈頭重15.6克的.44 麥格農 半被甲空尖彈(SJHP)。
- NIJ III：可抵擋至初速847±9.1m/s及彈頭重9.6克的7.62mm NATO M80全銅被甲彈。此為防彈插板的等級。
- NIJ III+:可抵擋至初速961±9.1m/s及彈頭重6.2克的5.56×45mm NATO M855鋼蕊彈。此為防彈插板的等級。
- NIJ IV: 可抵擋至初速878±9.1m/s及彈頭重10.8克的.30-06春田 M2鋼芯穿甲彈。此為防彈插板的等級。